# Route nationale 68 (Argentine)
Pour les articles homonymes, voir Route nationale 68.
 (mai 2025).
Si vous disposez d'ouvrages ou d'articles de référence ou si vous connaissez des sites web de qualité traitant du thème abordé ici, merci de compléter l'article en donnant les références utiles à sa vérifiabilité et en les liant à la section « Notes et références ».

Trajet de la route nationale 68 d'Argentine

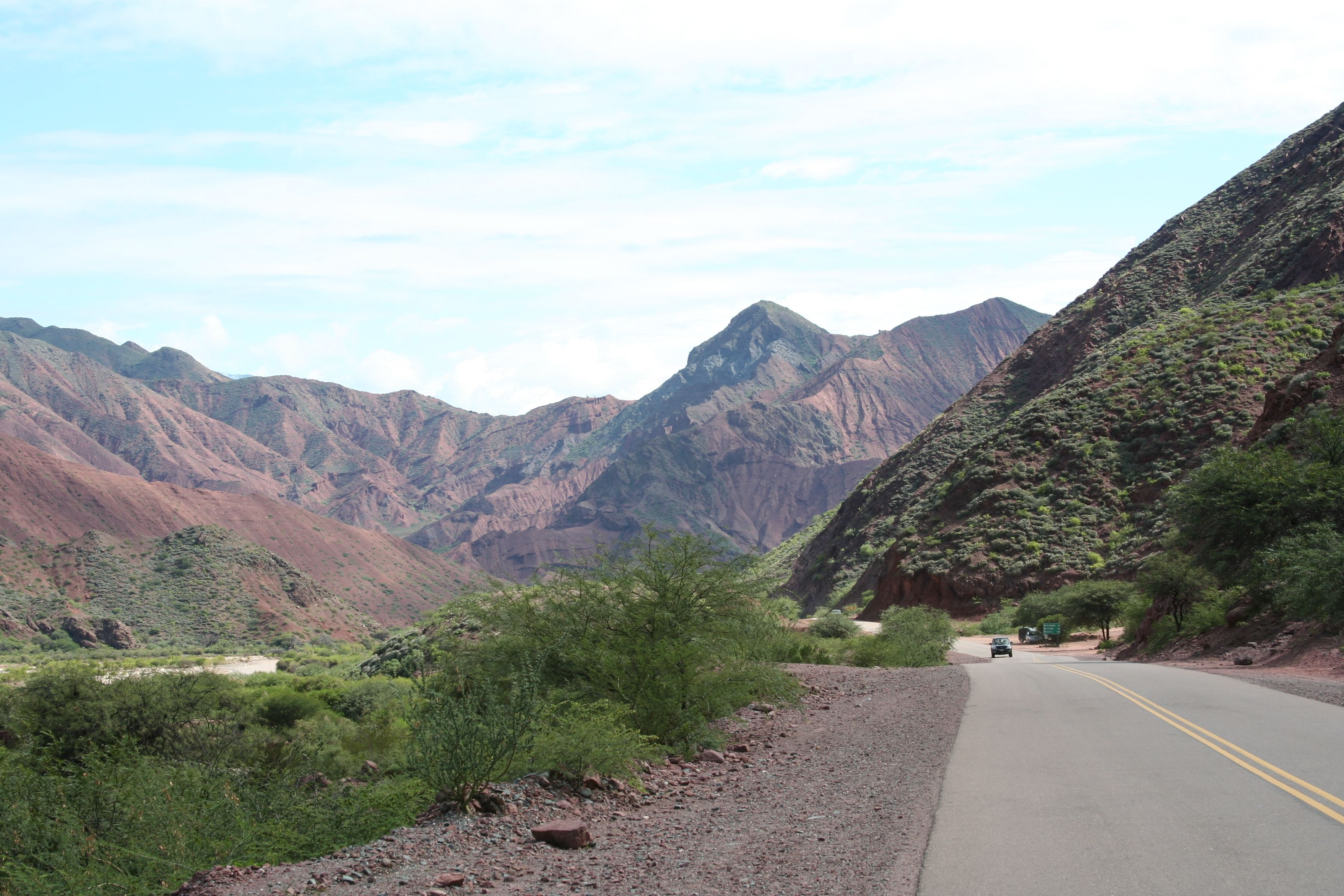
Route nationale 68 dans la Quebrada de las Conchas.

La Ruta Nacional 68 (RN 68) est une route d'Argentine, qui se trouve dans la province de Salta et qui unit les villes de Cafayate et de Salta, sur un parcours de 183 km.
La RN 68 passe par la Quebrada de Las Conchas, un trajet de 83 km où l'on peut admirer de fort curieuses formations montagneuses : Los Castillos (km 19), Las Ventanas (km 20), El Obelisco (km 22), El Fraile (km 32), El Sapo (km 34), l'Anfiteatro (km 46) et la Garganta del Diablo (gorge du diable) (km 47), entre autres.